# ボートピアまるがめ
ボートピアまるがめは、香川県丸亀市に香川県中部広域競艇事業組合と丸亀市が設置している競艇場外発売場である。

## 概要
競艇における史上初の専用場外発売所として1986年8月竣工。1992年に全面改修され現在の形になった。通常はまるがめ本場で行われる全レースと、まるがめで場外発売される他ボートレース場のレースを発売する。
丸亀市内を走るJR四国予讃線から見ると、ボートレースまるがめはその北側となる丸亀港臨海工業団地にあるのに対して、本ボートピアは南側となる城南地区に位置している。国道11号・県道33号といった幹線道路沿いにある、いわゆる「郊外型ボートピア」である。
建物は2階建てで、1階は投票所とテレビ観戦用のラウンジ、2階は特別観覧席（1,000円の入場料金必要）がある。